# Monte Gennaro (versante sud ovest)
Monte Gennaro (versante sud ovest) este o arie protejată (arie specială de conservare — SAC, sit de importanță comunitară — SCI) din Italia întinsă pe o suprafață de 338 ha, integral pe uscat.

## Localizare
Centrul sitului Monte Gennaro (versante sud ovest) este situat la coordonatele 42°03′34″N 12°47′29″E / 42.059444°N 12.791389°E.

## Înființare
Situl Monte Gennaro (versante sud ovest) a fost declarat sit de importanță comunitară în iunie 1995 pentru a proteja 7 specii de animale. Situl a fost protejat și ca arie specială de conservare în decembrie 2016.

## Biodiversitate
Situată în ecoregiunea mediteraneană, aria protejată conține 4 habitate naturale: Pseudostepă cu ierburi și specii anuale de Thero-Brachypodietea, Pajiști uscate seminaturale și facies de acoperire cu tufișuri pe substraturi calcaroase (Festuco-Brometalia) (* situri importante pentru orhidee), Păduri de fag din Apenini cu Taxus și Ilex, Tufărișuri termo-mediteraneene și de pre-deșert.
La baza desemnării sitului se află mai multe specii protejate:
- păsări (2): caprimulg (Caprimulgus europaeus), sfrâncioc roșiatic (Lanius collurio)
- mamifere (1): lupul (Canis lupus)
- nevertebrate (2): Euplagia quadripunctaria, Rosalia alpina
- reptile (2): șarpele cu patru dungi (Elaphe quatuorlineata), țestoasă bănățeană (Testudo hermanni)

Pe lângă speciile protejate, pe teritoriul sitului au mai fost identificate 4 specii de plante, 6 specii de mamifere, 1 specie de reptile.